# Roddy Piper
 Der er for få eller ingen kildehenvisninger i denne artikel, hvilket er et problem. Du kan hjælpe ved at angive troværdige kilder til de påstande, som fremføres i artiklen.

Roderick George Toombs (født 17. april 1954, død 31. juli 2015), bedre kendt under ringnavnet "Rowdy" Roddy Piper, var en canadisk wrestler, der dog i størstedelen af sin aktive karriere blev introduceret som en skotte fra Glasgow, Storbritannien. Derudover medvirkede han også i en række film.
Selvom om Roddy Piper ikke havde nogen direkte forbindelse til Skotland, blev hans hjemby af flere forskellige wrestlingorganisationer anerkendt for at være Glasgow. Det skyldtes hans letgenkendelige kilt og den sækkepibemusik, der blev spillet, når han kom gående mod ringen. Derudover gjorde han sig fortjent til tilnavnet Rowdy på grund af hans skotske raseri, spontanitet og hurtige opfattelse. Han blev også ofte kaldt for Hot Rod. Et banebrydende interview-segment kaldet "Piper's Pit" opnåede stor succes, mens han wrestlede i World Wrestling Federation (WWF) i 1980'erne, og selv om Piper har indstillet karrieren, vender han nogle gange tilbage til organisationen og holder Piper's Pit på tv.
Til trods for at Roddy Piper aldrig nåede at vinde en VM-titel i wrestling, betragtes han af de fleste som en af de største og mest succesrige wrestlere nogensinde. Han blev indlemmet i WWE Hall of Fame i 2005, hvor han blev introduceret af 16-dobbelte verdensmester Ric Flair.

## Wrestlingkarriere
Allerede som 15-årig fik Roddy Piper sin debut i Winnipeg imod Larry Hennig. Piper tabte kampen på 10 sekunder. Inden han startede som wrestler, havde han været bokser og amatørbryder.

### American Wrestling Association (1973–1975)
Fra 1973 til 1975 wrestlede Roddy Piper i wrestlingorganisationen American Wrestling Association (AWA). Hans opgave var at tabe til de ældre og større wrestlere, så det kunne se ud som om, at det var frygtindgydende og overbevisende. Roddy Piper wrestlede også i Kansas City og Dallas, Texas for andre regionale promotorer. Nogle af promotorerne var meget imponeret af den unge wrestler, og de så potentiale til, at han kunne opnå stor succes i wrestlingbranchen.

### National Wrestling Alliance (1975–1980)
I midten af 1970'erne blev Roddy Piper den største heel-wrestler i NWA Hollywood Wrestling, der var en del af National Wrestling Alliance (NWA). I 1977 og 1978 wrestlede han for NWA San Franvisco Wrestling, også i Californien. Piper wrestlede også i Los Angeles, hvor han udviklede sin "Rowdy"-gimmick og blev "Rowdy" Roddy Piper for hans ondskabsfulde adfærd. Han blev en af de mest hadede wrestler siden Freddy Blassie. I Los Angeles fejdede han bl.a. med hele Guerrero-familien, en anerkendt og meget populær wrestlingfamilie fra Mexico, i tre år.
Efter at have været main event-wrestler i Californien i nogle år forlod Piper territoriet og wrestlede i NWA-territoriet Pacific Northwest Territory. Her vandt han bl.a. NWA Pacific Northwest Tag Team Championship, samt organisations sværvægtstitel.

### Mid-Atlantic (1980–1983)
I slutningen af 1970'erne rejste Roddy Piper til territoriet Mid-Atlantic. Her besejrede han bl.a. Jack Brisco i en kamp om organisations titel, samt Ric Flair i en kamp om NWA United States Heavyweight Championship. Fejden med Ric Flair blev en kæmpe succes. I 1981 startede han også som kommentator i delstaten Georgia. I Georgia Championship Wrestling blev Roddy Piper for første gang face-wrestler, da han reddede den populære tv-kommentator Gordie Solie fra at få tæsk. Som face-wrestler kæmpede han i Georgia imod Sgt. Slaughter, Ric Flair og Greg Valentine. Pipers fejde med Greg Valentine kulminerede i en særlig dog collar match ved den første udgave af NWA's store satsning, Starrcade, i november 1983. Under den voldsomme kamp ødelagde Piper sin trommehinde, så han mistede 50 procent af sin hørelse.

### World Wrestling Federation (1984-1996)

#### Fejde med Hulk Hogan og Piper's Pit (1984-1986)
I 1983 blev Roddy Piper kontaktet af Vince McMahon, der ejede World Wrestling Federation (WWF). McMahon var i gang med at samle alle de bedste wrestlere i sin wrestlingorganisation, så han kunne promovere sin organisation på nationalt niveau i stedet for kun i de traditionelle regionale territorier. Piper startede i WWF i slutningen af 1983, men han insisterede på at fortsætte i Jim Crockett Promotions i NWA, indtil hans kontrakt endeligt udløb. Mens hans wrestlede i Jim Crockett Promotion, blev han atter heel-wrestler, hvilket han skulle arbejde videre med i WWF i 1984. Piper startede som manager, fordi han ikke var kommet sig over de skader, han havde fået under Starrcade-kampen mod Greg Valentine.
I 1984 fik han sit eget interview-segment Piper's Pit under WWF's ugentlige tv-programmer. Her snakkede han med andre wrestlere, og det endte som regel med, at han kom op at slås med gæsten, der var på besøg hos ham i talkshowet. Piper's Pit var således med til at starte mange af de fejder, han var involveret i. Ifølge Roddy Piper var der ikke noget manuskript til Piper's Pit. Det opnåede så stor succes, at han tog på turné med segmentet. En af de mest mindeværdige episode i Piper's Pit var, da han interviewede Jimmy Snuka. Piper svinede Snukas udenlandske afstamning til ved at tage en masse ananas, bananer og kokosnødder frem, så han kunne "føle sig hjemme". Da Snuka blev fornærmet over Pipers opførsel, smadrede Roddy Piper en kokosnød lige i hovedet på sin gæst, så kokosnødden gik i stykker. Derefter splattede han bananer ud i hovedet på en tydeligvis bevidstløs Snuka. Piper flygtede fra stedet, inden en rasende Jimmy Snuka kom til sig selv og løb efter ham. Piper og Snuka fejdede i lang tid efter episoden på Piper's Pit.
Kort tid efter startede Roddy Piper endnu en fejde på Piper's Pit – denne gang med WWF's største stjerne, den regerende verdensmester Hulk Hogan. Det skulle blive en af de mest succesrige og højtprofilerede fejder i wrestlinghistorien nogensinde. Den populære popsangerinde Cyndi Lauper blev også involveret, da Roddy Piper sparkede hende i hovedet på tv. Hulk Hogan forsøgte efterfølgende at få hævn for det voldsomme angreb, og ved MTV-udsendelsen The War to Settle the Score mødtes Hulk Hogan og Roddy Piper i showets main event om WWF World Heavyweight Championship, WWF's VM-titel. Det lykkedes ikke Piper at vinde VM-titlen, men kampen var med til at fungere som optakt til WWF's store satsning, WrestleMania. I den første udgave af WrestleMania i 1985 bestod showets main event af en tagteam-kamp, hvor Hulk Hogan og skuespilleren Mr. T skulle møde Roddy Piper og Paul Orndorff. Pipers hold tabte, da Hulk Hogan scorede et pinfall på Orndorff.
Efter WrestleMania fortsatte Roddy Piper sin fejde med Mr. T. Væk fra tv-skærmene var Roddy Piper i virkeligheden meget kritisk over for Mr. T.'s optrædender i wrestling, fordi Piper mente, det kun burde være wrestlere, som rent faktisk kunne wrestle, der kom op i ringe til de store shows. Roddy Piper og Mr. T. mødtes i en boksekamp året efter ved WrestleMania 2, hvor Roddy Piper blev diskvalificeret, da han brugte wrestling-greb på skuespilleren.

#### Face-wrestler og WrestleMania III (1986-1987)
Roddy Piper tog en pause fra wrestling i 1986, og da vendte tilbage senere på året under en episode af tv-programmet WWF Superstars, fik han en stående ovation af WWF-fans. Det gjorde ham til face-wrestler. Efter han kom tilbage til WWF, blev han hurtigt involveret i to store fejder: Sin egen fejde med Adrian Adonis og optakten til VM-titelkampen mellem Hulk Hogan og Andre the Giant ved WrestleMania III.
Roddy Piper kom tilbage til WWF og kunne se, at Piper's Pit var blevet erstattet af "The Flower Shop", en lignende segment afholdt af Adonis. Over det næste stykke tid svinede de to wrestlere hinanden til, og de førte til en kamp mellem de to ved WrestleMania III foran 93.000 tilskuere. Kampen blev promoveret som Pipers sidste kamp i karrieren, da han havde planer om at blive skuespiller på fuld tid derefter. Piper vandt kampen med hjælp fra Brutus Beefcake.
Det første Piper's Pit efter Roddy Pipers comeback blev holdt i 1987, og her blev Hulk Hogan inviteret, så han kunne modtage et trofæ for at være verdensmester i tre år. Ugen efter at Hogan havde modtaget sit trofæ, gav Hulk Hogan sin gode ven, Andre the Giant, et noget mindre trofæ for at være ubesejret i 15 år. Selv om Andres trofæ var ment som en hyldest fra Hogan, blev han fornærmet over det og stormede væk fra Piper's Pit. Roddy Piper sørgede for at få både Hulk Hogan og Andre the Giant på Piper's Pit igen, så deres uenigheder kunne udredes. Da det skete, mødte Andre the Giant op med Hogans mangeårige fjende, manager Bobby "The Brain" Heenan. Derefter blev Hulk Hogan udfordret til en VM-titelkamp mod Andre the Giant ved WrestleMania III. Ugen efter på Piper's Pit tog Hogan imod udfordringen.

#### Adskillige comeback i WWF (1989-1996)
Efter at have forsøgt sig som skuespiller i nogle år vendte Roddy Piper tilbage til WWF, da han afholdt et Piper's Pit ved WrestleMania V i foråret 1989. Derefter blev han medvært på tv-programmet Prime Time Wrestling med Gorilla Monsoon. Mens han var kommentator indledte han en fejde med den tidligere Prime Time-kommentator Bobby "The Brain" Heenan, der har fået sit eget show i mellemtiden. Heenan fik Rick Rude til at hjælpe sig, og da Roddy Piper hjalp The Ultimate Warrior med at vinde Rudes WWF Intercontinental Championship, blev der sat en kamp mellem Rude og Piper op. Piper vandt kampen, men fejden var ikke ovre. Det endte med, at Piper blev fyret på Prime Time Wrestling, da han ikke kunne holde fingrene fra både Bobby Heenan og Rick Rude.
Ved WrestleMania VI kæmpede Roddy Piper uafgjort mod Bad News Brown, da begge wrestlere blev talt ud af dommeren. Udseendet, som Piper valgte til kampen, overraskede og forvirrede dog mange fans. På vej til ringen kom Piper med den ene halvdel af sin krop farvet sort og den anden farvet hvid (hans hudfarve).
I 1991 kom Roddy Piper endnu en gang tilbage til WWF og støttede Virgil i hans fejde mod Ted DiBiase. Piper var ved Virgils side i hans kampe mod DiBiase ved både WrestleMania VII og WWF's SummerSlam i august 1991. Piper genoptog også sin fejde med Ric Flair, og ved WWF's Royal Rumble i januar 1992 vandt han sin første titel i WWF, da han vandt WWF Intercontinental Championship ved at besejre The Mountie. Roddy Piper tabte titlen til Bret Hart ved WrestleMania VIII. Senere samme år forlod han WWF endnu en gang.
I 1994 blev Roddy Piper sat til at være dommer i VM-titelkampen mellem Bret Hart og den regerende verdensmester Yokozuna. Under kampen blev Piper svinet til af WWF-kommentator Jerry Lawler, der ugentligt holdt interview-segmentet King's Court, der mindede om Piper's Pit. Roddy Piper besejrede Jerry Lawler ved WWF's King of the Ring i maj 1994.
Roddy Piper forlod WWF igen, men vendte tilbage som dommer igen til WrestleMania XI i 1995. Her fungerede han som dommer i kampen mellem Bret Hart og Bob Backlund. I 1996 blev han udnævnt som WWF's nye præsident som erstatning for Gorilla Monsoon. Mens han var præsident, begyndte han at blive beundret af den spektakulære wrestler Goldust. De to mødtes ved WrestleMania XII i en kamp, som Piper vandt. Samme aften vendte Gorilla Monsoon tilbage som præsident, og Piper forlod igen WWF.
Senere samme år ringede Vince McMahon til Roddy Piper for at høre, om han ville introducere Jimmy Snuka, der skulle indsættes i WWF Hall of Fame, men Roddy Piper havde skrevet kontrakt med WWF's største konkurrent, World Championship Wrestling (WCW), der var efterfølgende til Jim Crockett Promotions, som Piper havde wrestlet for, inden han kom til WWF.

### World Championship Wrestling (1996-2000)

#### Ny fejde med Hogan og nWo (1996-1998)
Roddy Piper fik sin debut i World Championship Wrestling (WCW), der for alvor var begyndt at opnå høje seertal og kunne konkurrere med WWF, i oktober 1996. I WCW var Hulk Hogan blevet heel-wrestler, da han havde dannet heel-gruppen New World Order (nWo) i sommeren 1996 med to andre tidligere WWF-wrestlere Kevin Nash og Scott Hall. Roddy Piper lavede sin første optræden, efter at Hollywood Hogan, som han nu kaldte sig, havde forsvaret WCW World Heavyweight Championship mod Randy Savage ved WCW's Halloween Havoc. I sin tale i ringen efter kampen spurgte Piper Hogan: "Tror du virkelig, at fansene ville have elsket dig så meget, hvis de ikke havde hadet mig så meget?" og henviste til fejden mellem de to i 1980'erne. I mange år havde fans diskuteret, hvorvidt det var Hogan eller Piper, der var årsag til, at titusindvis af fans betalte for at se kampene mellem de to, og efter at Hogan var blevet heel-wrestler i WCW, havde han ikke holdt igen med at tage æren for den enorme succes i 1980'erne. Hogan havde sagt, at fans kun så wrestling på grund af ham. Piper mente, at Hogan var en stjerne på grund af fansene – og ikke omvendt. Samtidig sagde Piper, at han var en lige så stor stjerne og skuespiller som Hogan.
Roddy Piper og Hollywood Hogan mødtes i en kamp ved WCW's største pay-per-view-show Starrcade i december 1996. Det var første gang i 13 år, at Piper wrestlede ved Starrcade, der tidligere var blevet produceret af National Wrestling Alliance. Piper vandt kampen, men den var ikke om Hogans VM-titel (ifølge kommentatorerne fordi Piper ikke var på kontrakt i WCW). Piper fik dog endelig en VM-titelkamp i februar 1997 ved WCW's SuperBrawl, som Hogan vandt med hjælp fra Randy Savage.
I foråret 1997 allierede Roddy Piper sig med Ric Flair og The Four Horsemen, der støttede WCW i fejden mod nWo. Flair og Piper nåede også at fejde indbyrdes, inden Piper kortvarigt forlod WCW. Piper vendte tilbage i oktober 1997, hvor han igen besejrede Hollywood Hogan i en steel cage match. Heller ikke denne gang var Hogans VM-titel på spil. Roddy Piper vendte tilbage til WCW igen i foråret 1998, hvor han fejdede med Hollywood Hogan, Randy Savage og Bret Hart, der havde allierede sig med Hogan og nWo.

#### Kommissær (1999-2000)
I starten af 1999 vandt Roddy Piper sin første titel i WCW, da han vandt WCW United States Heavyweight Championship. Han mistede titlen kort efter. Han blev udnævnt til WCW-kommissær og genoptog kortvarigt fejden med Ric Flair, der var blevet WCW's præsident. Piper fejdede også kortvarigt med Buff Bagwell i sommeren 1999.
Ved WCW's Starrcade i december 1999 fungerede han som dommer i VM-titelkampen mellem Goldberg og Bret Hart. Kampen huskes bedst for at være kampen, hvor Bret Hart blev sparket i hovedet af Goldberg, så Hart kort efter måtte indstille karrieren. Under kampen blev Piper tvunget af WCW-booker Vince Russo til at kåre Bret Hart som vinder, selv om Goldberg ikke havde givet op. Piper undskyldte aftenen efter på WCW's ugentlige tv-program WCW Monday Nitro.
Roddy Pipers sidste optræden i WCW var ved SuperBrawl i februar 2000. Piper var endnu en gang dommer i VM-titelkampen mellem Sid Vicious, Jeff Jarrett og Scott Hall. I efteråret 2000 udløb Roddy Pipers kontrakt med WCW, og organisationen blev solgt til World Wrestling Federation i 2001.

### World Wrestling Entertainment (2003)
Inden Roddy Piper vendte tilbage til World Wrestling Entertainment (WWE) (tidligere World Wrestling Federation), var han kortvarigt frontfigur og kommissær i Jimmy Harts nystartede wrestlingorganisation, Xtreme Wrestling Federation (XWF), der dog aldrig rigtig blev til noget. I november 2002 udgav han selvbiografien In the Pit with Piper: Roddy Gets Rowdy.
Efter næsten syv års fravær vendte han tilbage til World Wrestling Entertainment i foråret 2003 ved WrestleMania XIX. I kampen mellem Hulk Hogan og Vince McMahon løb han op i ringen og slog Hogan i hovedet med et stålrør. Det markerede Pipers comeback i WWE og som heel-wrestler. Piper lavede sit første Piper's Pit i mange på WWE's ugentlige tv-program SmackDown i april 2003. Hulk Hogan blev fyret (i storyline) af WWE-ejer Vince McMahon efter deres kamp ved WrestleMania XIX, men han vendte tilbage som den maskerede Mr. America, selv om alle vidste, det var Hogan. Roddy Piper fungerede i storylinen som McMahons hjælpere, der forsøgte at hive masken af Mr. America. Selv om Roddy Piper skulle være heel-wrestler, blev han alligevel tiljublet af WWE-fans, fordi han var en legende.
I måneder efter indledte Piper, nu som face-wrestler, en fejde med Chris Jericho, der havde et interview-segment kaldet The Highlight Reel, og som mindede om Piper's Pit. Jericho kaldte Piper for "fed" og sagde, at han skulle komme tilbage, når han tabt sig. Piper svarede igen: "Jeg har set Chris Jericho wrestle. Jeg har hørt Chris Jericho snakke. Jeg har også hørt Chris Jericho synge. Så vi kan lave en aftale med hinanden: Jeg lover, at jeg ringer til dig, når jeg har tabt mig. Og når du får noget talent, ringer du til mig."
I juni 2003 holdt WWE dog op med at bruge Roddy Piper, der arbejdede uden kontrakt på dette tidspunkt. Det skete, efter at Roddy Piper havde givet et kontroversielt interview til den amerikanske tv-station HBO, hvor Piper havde diskueret nogle af de mere dystre sider af wrestlingindustrien. I 2006 forklarede Roddy Piper, at HBO havde taget sync-biderne fra interviewet ud af en sammenhæng, så hans kommentarer kom til at fremstå mere negative.

### Total Nonstop Action Wrestling (2003–2005)
I 2003 skrev han kontrakt med Total Nonstop Action Wrestling (TNA), hvor han var vært ved en række interview-segmentet kaldet In the Pit with Piper. Her interviewede han endnu en gang ærkerivalen Jimmy Snuka ved TNA's Victory Road. TNA var på dette tidspunkt en del af National Wrestling Alliance, og Piper blev også en del af NWA-kommiteen, der bestemmer, hvem der får tildelt titelkampe i organisationen. Ved TNA's Final Resolution var Piper dommer i kampen mellem Scott Hall og Jeff Hardy.

#### Kontroversielt angreb på Vince Russo
En af de mere kontroversille episoder med Roddy Piper i TNA opstod på et af organisationens ugentlige tv-programmer. Roddy Piper havde fået tid af TNA til at fortælle om sin nyeste bog, men i stedet for brugte han tiden på verbalt at angribe TNA-booker Vince Russo, der tidligere havde arbejdet for både WWF og WCW.
Foruden at give Russo skylden for, at det gik dårligt for wrestling generelt, berørte Piper også Owen Harts død i WWF i 1999, som Piper gav Russo skylden for. Derudover var det også Russos skyld, at WCW havde måttet lukke i 2001. Vince Russo troede, at Piper beskyldte ham for de voldsomme ting som en del af showet, og han gik op i ringen for at konfrontere Piper, hvor han straks kaldte Piper for en "idiot". Piper blev så fornærmet, at han slog Russo i hovedet. Som resultat heraf gik det op for Russo, at Piper mente de ting, som han sagde i ringen, og han trak sig hurtigt tilbage. The Harris Brothers kom op i ringen og forsøgte at dæmpe løjerne, men da Roddy Piper blot fortsatte med at svine Russo til, blev han så sur, at begge brødrene måtte holde ham tilbage.
Senere forklarede Piper, at han mente alle ting, han havde sagt, og han havde været villig til at komme op at slås med Russo, hvis det var nået dertil. Russo var booker i WWF, da Owen Hart faldt ned fra loftet og døde i ringen under pay-per-view-showet Over the Edge i maj 1999, og Russo havde derfor været med til at "planlægge" Owen Harts katastrofale stunt. I efteråret 1999 skiftede Russo til WCW, og efter at han overtog som booker i WCW, blev WCW's storylines ændret drastisk, og seertallene faldt voldsomt. Russo fortalte senere, at han og Owen Hart var gode venner, inden han døde, og Piper ikke engang havde været i WWF, da ulykken skete, så han vidste ikke noget om, hvorvidt Russo havde været ked af episoden.

### World Wrestling Entertainment (2005-nu)

#### Hall of Fame (2005)
Roddy Piper fik uenighederne med World Wrestling Entertainment efter HBO-interviewet i 2003 ud af verden, og i foråret 2005 blev Roddy Piper indsat i WWE Hall of Fame. Aftenen efter under WrestleMania 21 interviewede han den seksdobbelte verdensmester Steve Austin i Piper's Pit. I juli 2005 under en episode af RAW vendte Piper tilbage som face-wrestler og var vært ved endnu en udgave af Piper's Pit med Shawn Michaels. Shawn Michaels var i gang med en fejde mod Hulk Hogan, og Piper's Pit endte med, at Michaels sparkede Piper i hovedet.
I oktober holdt han igen Piper's Pit. Denne gang med Mick Foley som gæst. Senere i interviewet kom Randy Orton og hans far Bob Orton, som Piper havde wrestlet med i 1980'erne op i ringen og angreb både Piper og Foley. Roddy Piper besejrede både Randy Orton og Bob Orton i en handicap match på SmackDown, og nogle uger senere wrestlede han også sammen med Eddie Guerrero og Batista mod Mr. Kennedy, Randy Orton og Bob Orton, hvor Pipers hold snuppede sejren. Fejden sluttede, da Piper besejrede Bob Orton på SmackDown.

#### VM-bælter til Piper og Flair (2006)
Roddy Piper vendte tilbage til RAW i september 2006 for at wrestle sammen med The Highlanders imod Spirit Squad. Han var også ved Ric Flairs side, da han wrestlede mod Mitch fra Spirit Squad. I november vandt Roddy Piper og Ric Flair WWE World Tag Team Championship, da de besejrede Spirit Squad ved WWE's Cyber Sunday. Det var en afstemning på wwe.com, der havde afgjort, at Roddy Piper skulle være Ric Flairs tagteam-partner. I afstemningen fik Piper flere stemmer end to andre WWE-legender Sgt. Slaughter og Dusty Rhodes. Det var første gang, at Piper vandt WWE's tagteam-titler, og hans første titelsejr i WWE siden 1992.
Ugen efter mistede Flair og Piper VM-bælterne til Rated-RKO (Randy Orton og Edge). Piper nåede aldrig op til ringen, da han blev angrebet af Edge lige inden kampen. I virkeligheden var Piper forhindret i at wrestle, fordi lægerne troede, han havde fået nyresten, og han blev derfor fløjet hjem til Oregon. Det viste sig dog senere at være kræft. Derfor blev Piper også hevet ud af sin planlagte kamp ved WWE's Survivor Series samme måned, hvor han blev erstattet af Ron Simmons.

#### Endnu en WrestleMania-kamp (2007-nu)
I 2007 medvirkede Roddy Piper et par gange på RAW, men i januar 2008 vendte han kortvarigt tilbage til ringen, da han deltog i den traditionsrige Royal Rumble match. I kampen fokuserede han primært på at eliminere Jimmy Snuka, men begge WWE-legender blev elimineret af Kane efter kort tid i ringen.
I oktober 2008 var Roddy Piper igen på afstemningslisten ved WWE's Cyber Sunday, da fans kunne vælge mellem ham, Goldust og Honky Tonk Man til at kæmpe mod Santino Marella om WWE Intercontinental Championship. Honky Tonk Man vandt dog afstemningen. Under kampen blev han dog angrebet af Beth Phoenix, så både Goldust og Piper kom til assistance bagefter.
I februar 2009 valgte Roddy Piper at konfrontere Chris Jericho, der havde opført sig respektløst over for WWE-legender, som var blevet indsat i WWE Hall of Fame. Efter et interview-segment blev Piper angrebet af Jericho. Måneden efter fik Piper revanche, da han sammen med Ric Flair, Jimmy Snuka og Ricky Steamboat, gik til angreb på Jericho. For første gang siden WrestleMania XII i 1996 wrestlede Roddy Piper en kamp ved WrestleMania, da han i en 3-mod-1 handicap match med Steamboat og Snuka blev besejret af Chris Jericho.
I november 2010 holdt Roddy Piper endnu et Piper's Pit på RAW, da han fortalte John Cena, at det rigtige at gøre som dommer i VM-titelkampen mellem Randy Orton og Wade Barrett var at være fair. Han pointerede, at WWE-legender som eksempelvis Ricky Steamboat, Curt Hennig, Jimmy Snuka og ham selv aldrig havde vundet en VM-titel i WWE.
Ved WrestleMania XXVII medvirkede Piper i et segment backstage, hvor han slog Zack Ryder i hovedet med en kokosnød, på samme måde som han havde slået Jimmy Snuka i hovedet i 1980'erne. I juni 2011 var The Miz og Alex Riley gæster på Piper's Pit. Det førte til en kamp mod The Miz, som Piper vandt. Piper har også fungeret som tv-vært sammen med Gene Okerlund på WWE Vintage.
I april 2012 holdt han Piper's Pit på SmackDown, hvor Daniel Bryan og AJ Lee var gæster.

## Andre medier
I 1980'erne medvirkede Roddy Piper i popsangerinden Cyndi Laupers nye musikvideo til singlen "The Goonies 'R' Good Enough". Piper var også gæste-dj på MTV i 1988.
Roddy Piper medvirkede i dokumentarfilmen Bloodstained Memoirs. I 1985 var han gæst på en episode af Saturday Night Live, hvor han plagede værterne Hulk Hogan og Mr. T.
Han har også medvirket i tv-serierne Walker, Texas Ranger, The Outer Limits, RoboCop: The Series, The Man Show, Highlanders, It's Always Sunny in Philadelphia og Cold Case.
I 1988 fik han hovedrollen i kultfilmen They Live, hvor han spillede en vagabond, der lige pludselig kunne redde menneskeheden. I filmen havde Piper skrevet nogle af sine egne replikker, bl.a.: "Jeg er kommet for at tygge tyggegummi og sparke røv, og jeg er løbet tør for tyggegummi." Senere samme år spillede han også hovedrollen i Hell Comes to Frogtown.
Da WWE Network blev lanceret i 2012, medvirkede Roddy Piper i reality-serien WWE Legends' House.

## Arv
Roddy Piper bliver betragtes af de fleste inden for wrestlingindustrien som en af de bedste og mest succesrige heel-wrestlere nogensinde. Interview-segmentet Piper's Pit blev anerkendt som innovativt, specielt på et tidspunkt, hvor det som regel kun var den regerende verdensmester, der fik taletid på de ugentlige tv-programmer, og hvor wrestlerne var dem, der blev inverviewet og ikke omvendt. Mange af gæsterne på Piper's Pit blev aldrig verdensmestre, men de wrestlede i showets main event. Ifølge Bobby Heenan kunne han blot efterlade Piper i et lokale, og når han kom tilbage 20 minutter senere for at tjekke, hvordan det gik, havde han skrevet og filmet en fantastisk interviewbid, som kunne bruges i tv-programmet som optakt til hans kamp.